# 小列斯卡湖
56°47′47″N 28°13′11″E / 56.79639°N 28.21972°E
小列斯卡湖（俄语：Малолеска），是俄羅斯的湖泊，位於該國西北部，由普斯科夫州負責管轄，處於克拉斯諾戈羅茨克區，面積1.05平方公里，集水區面積38平方公里，平均水深1.5米，最大水深2.2米。